# بورائبونگ
بورائبونگ (به لاتین: Boraebong) یک کوه در کره جنوبی است. بورائبونگ ۱٬۳۲۴٫۳ متر بالاتر از سطح دریا واقع شده‌است.